# Yossi Mizrahi
Yossi Mizrahi (Hebreeuws : יוסי מזרחי) (Jeruzalem, 4 april 1953) is een voormalige Israëlisch voetballer en voetbalcoach die had voorkeur voor een doelman.

## Carrière
Mizrahi werd geboren in West-Jeruzalem op 4 april 1953. Hij groeide op in Katamon en studeerde aan de religieuze staatsschool van Ma'aleh. Als tiener speelde hij in het jeugdteam van Hapoel Jerusalem. Hij had gespeeld bij Beitar Jeruzalem, Hapoel Lod FC en Sjimsjon Tel Aviv.
In 1974-1987 was Mizrahi de keeper van Beitar Jerusalem. Na een twee seizoenen won hij voor eerst de State Cup. In 1994 was Mizrahi assistent-coach onder Amatzia Levkovic en na vier wedstrijden werd Levkovic ontslagen daarna werd Mizrahi aangesteld als een coach.
Mizrahi wordt beschreven als een "onberispelijke tacticus, in staat om ellendige teams om te draaien en geliefd bij zijn spelers."
Ondanks hij werd kampioen met Beitar Jerusalem aan het einde van seizoen 2006-2007 toch ontslagen bij de club. Daarna tekent hij een contract bij Apollon Limassol in Cyprus.
Op 21 april 2008 verliet Mizrahi Apollon Limassol en keerde terug om FC Asdod. Hij nam een ontslag bij FC Asdod op 20 mei 2010.